# Stejeriș, Mureș

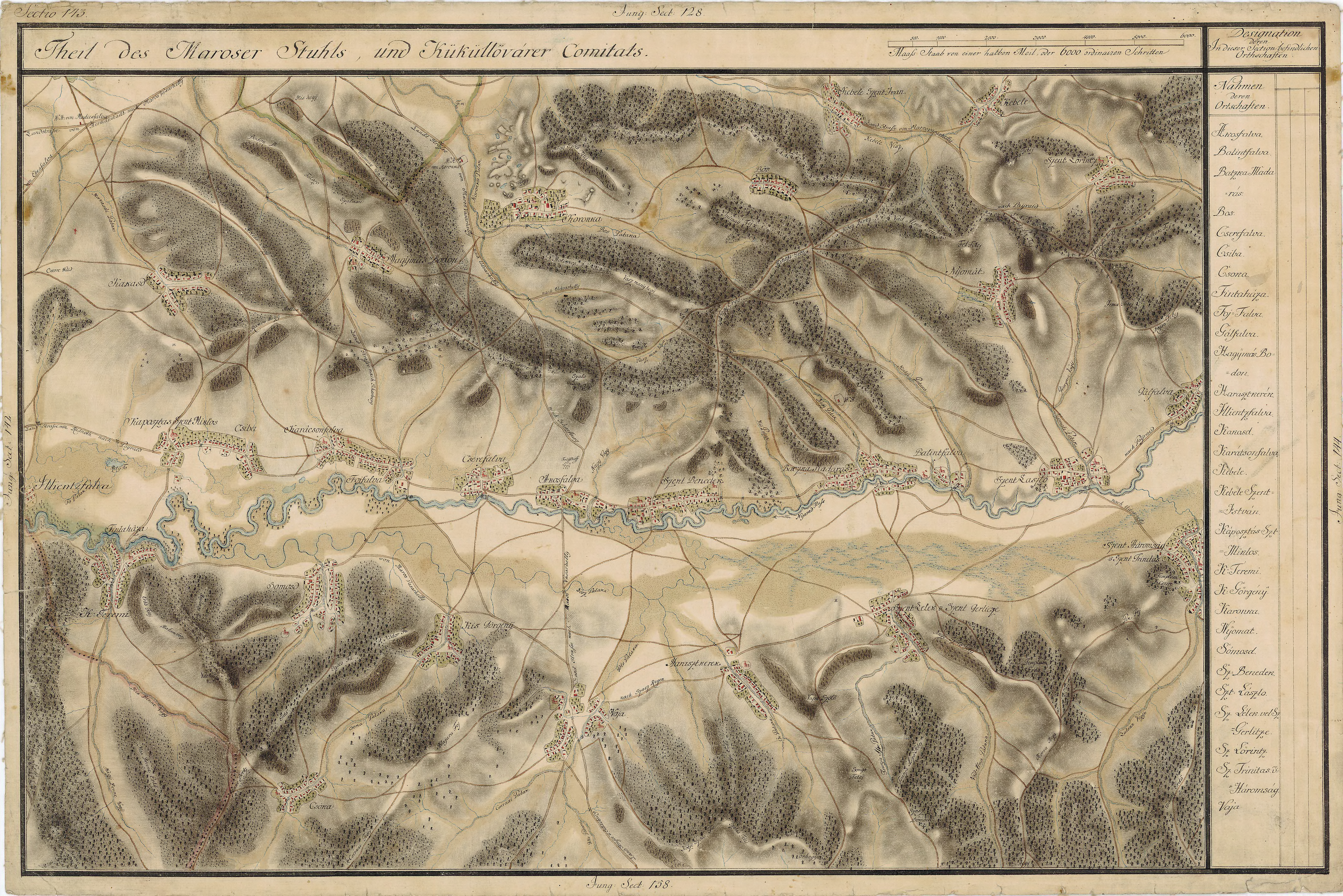
Stejeriș în Harta Iosefină a Transilvaniei, 1769-73

Stejeriș (în maghiară Cserefalva) este un sat în comuna Acățari din județul Mureș, Transilvania, România. Se află în partea de sud a județului, pe Niraj.

## Imagini

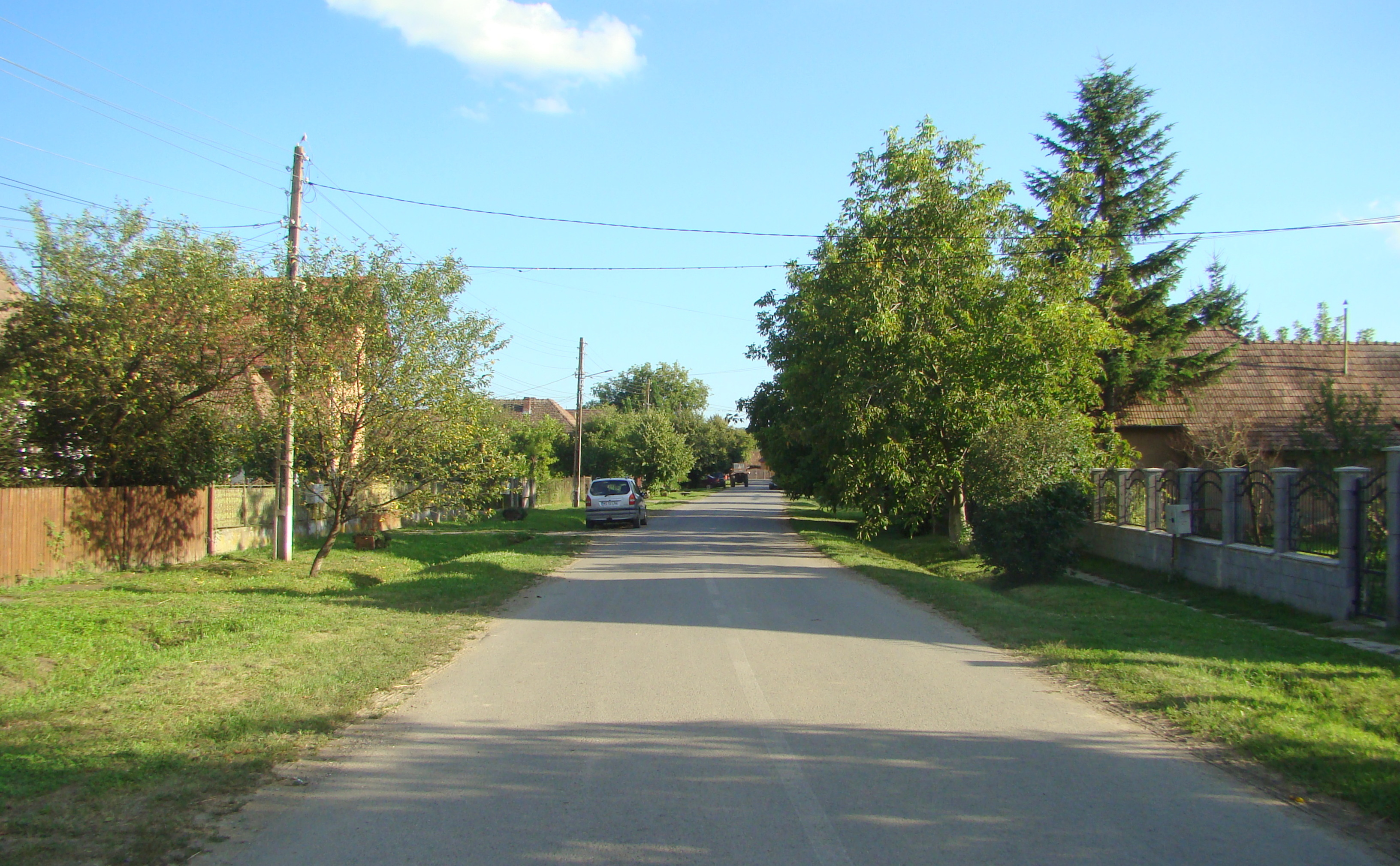
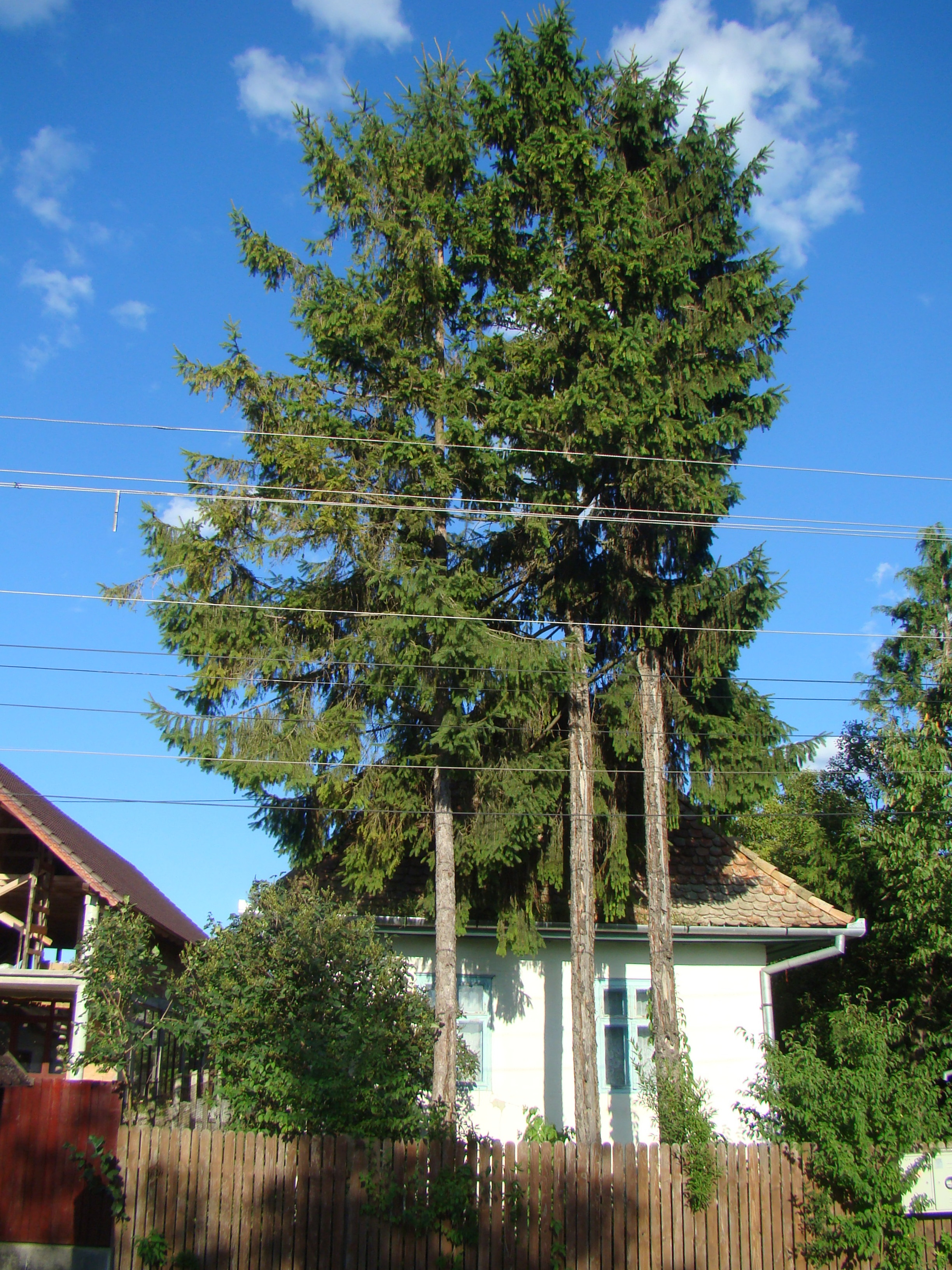
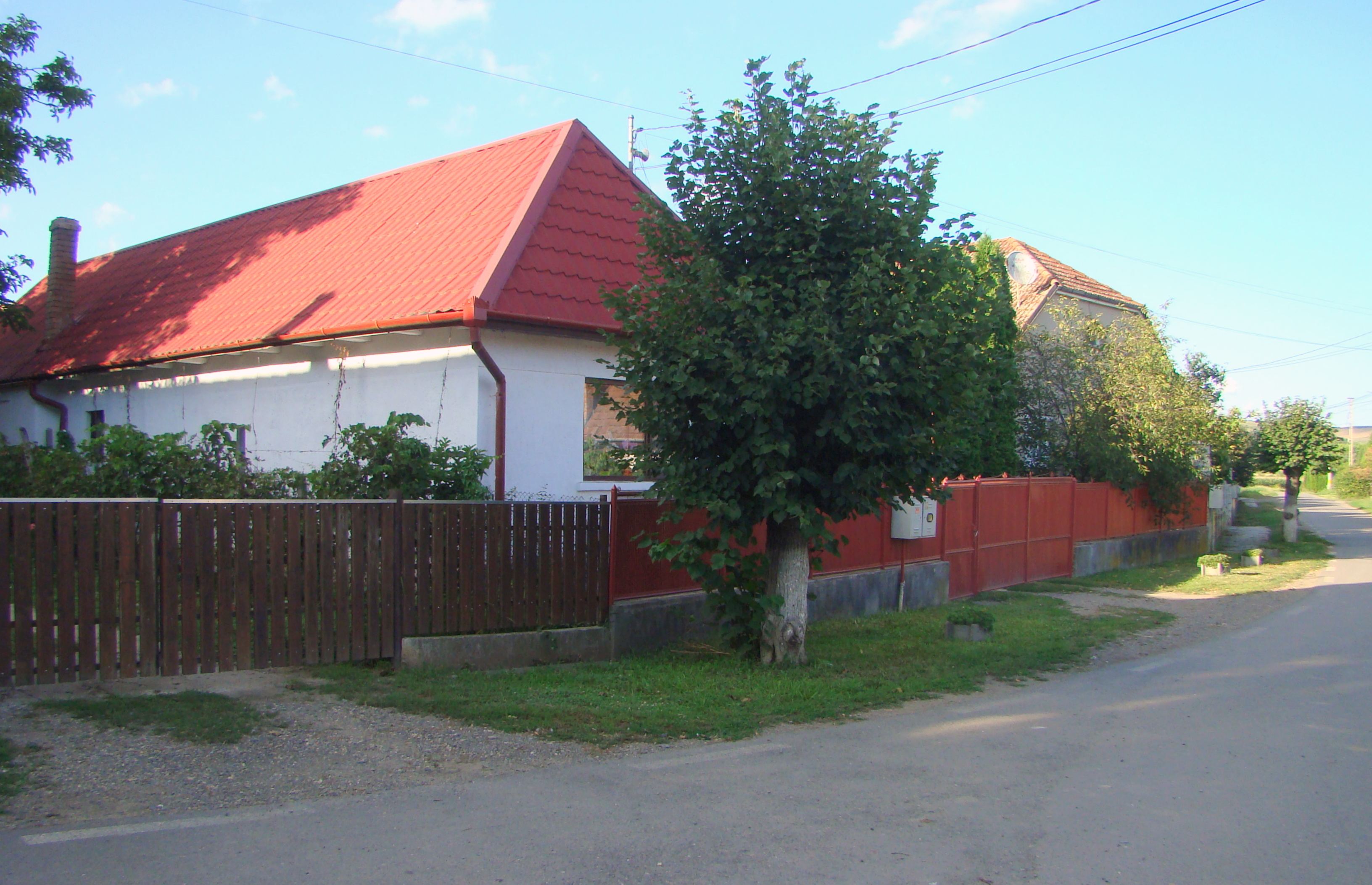
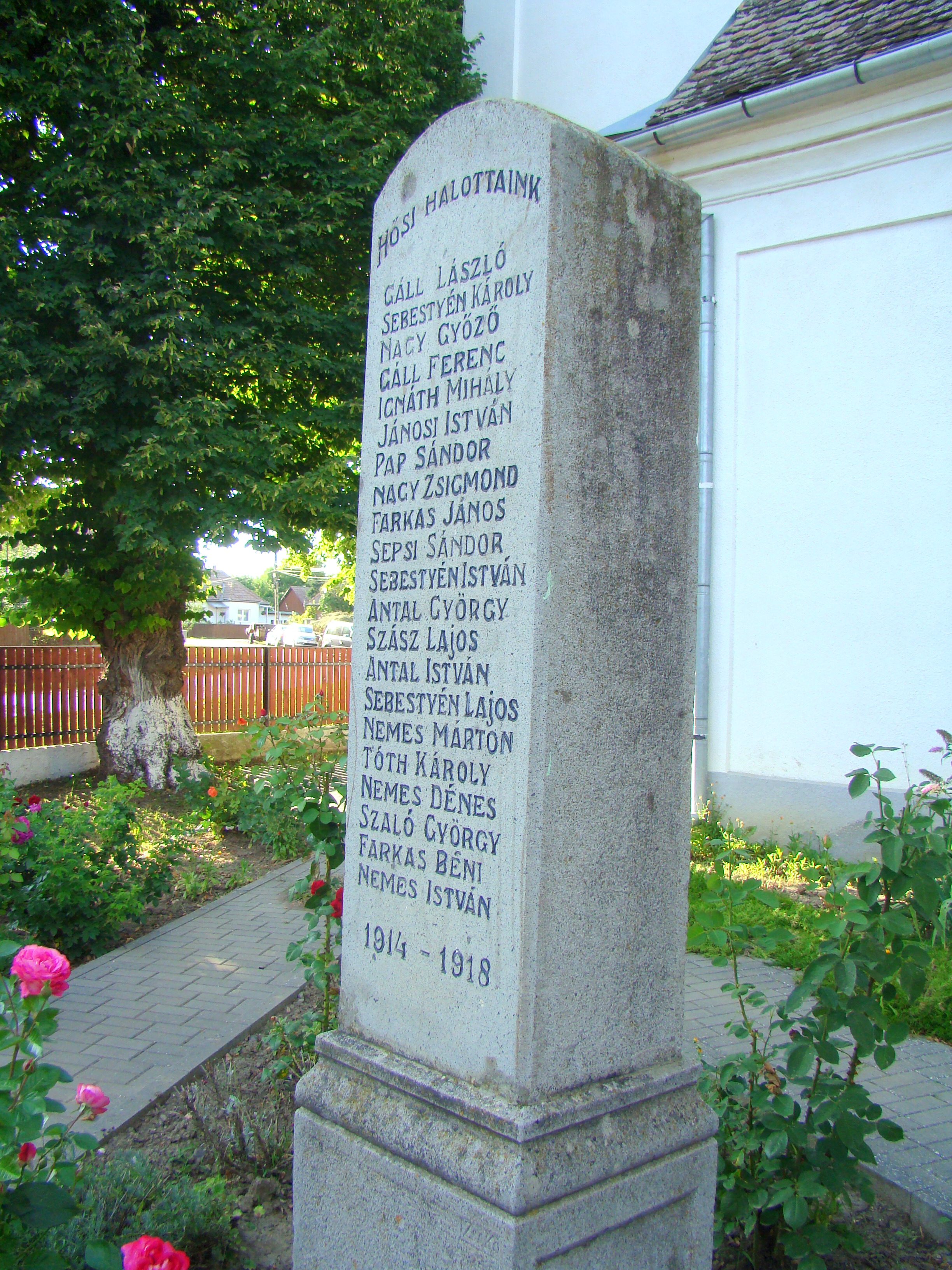
Monumentul eroilor
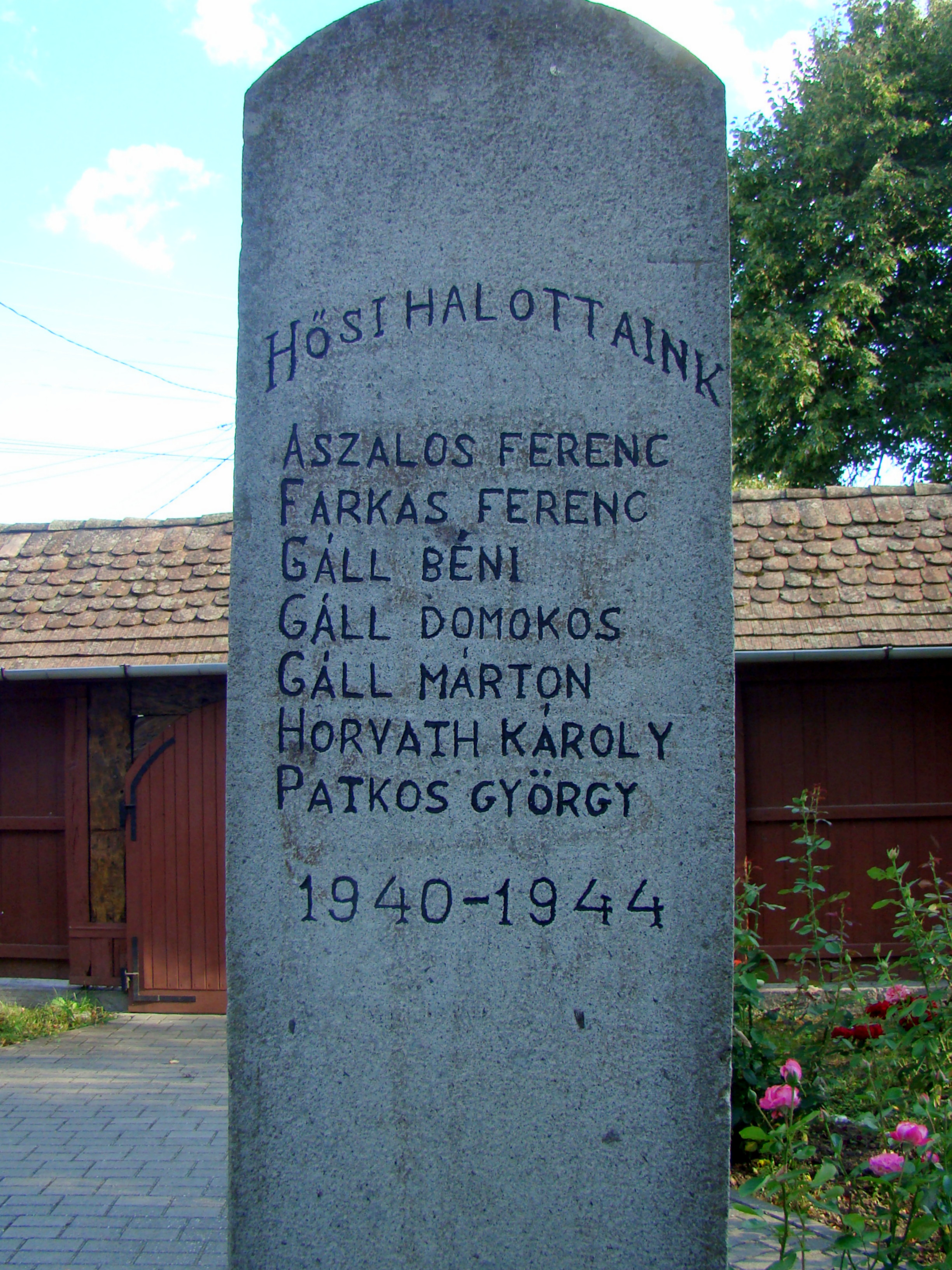
Monumentul eroilor
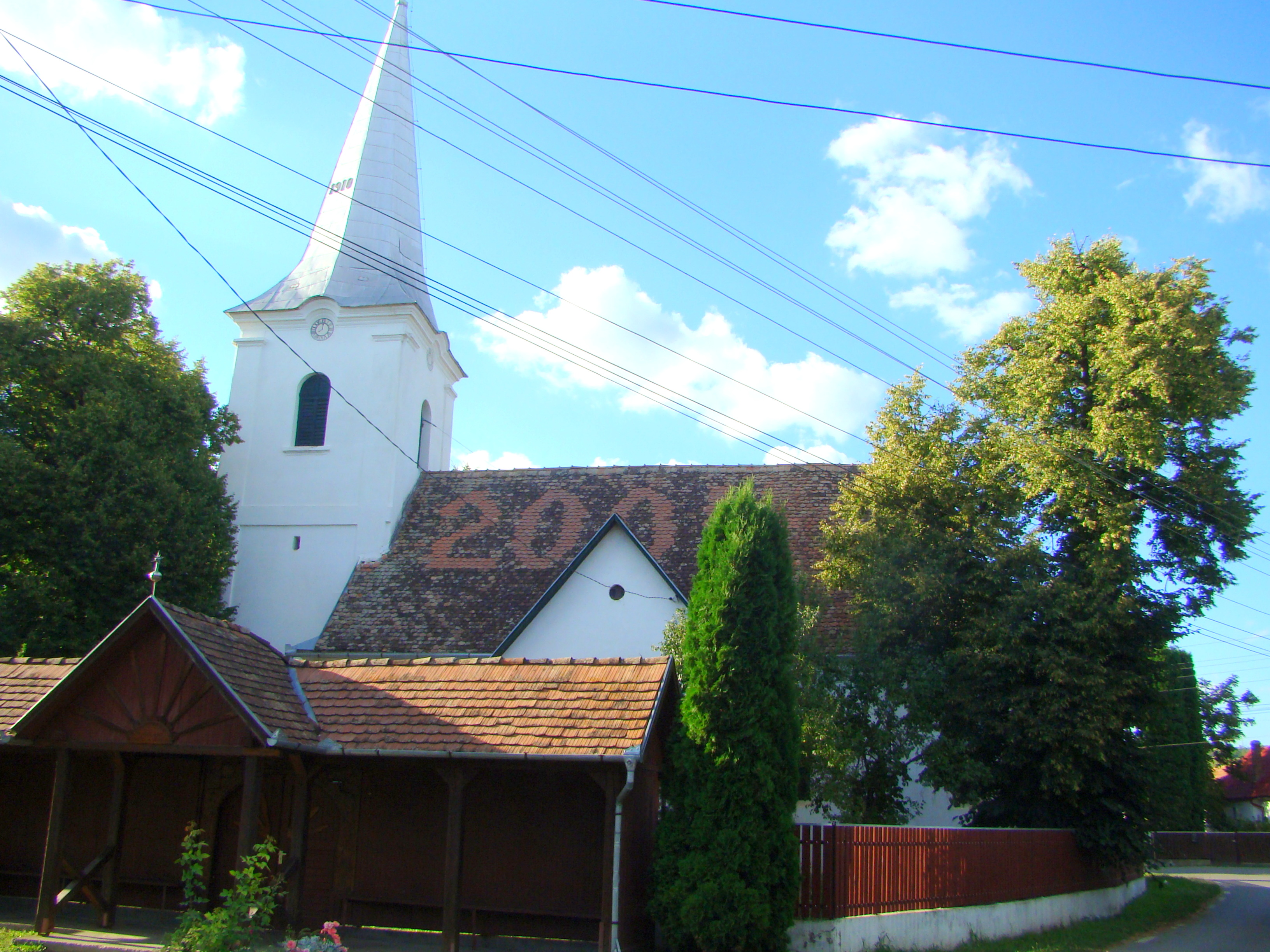
Biserica reformată (1785)
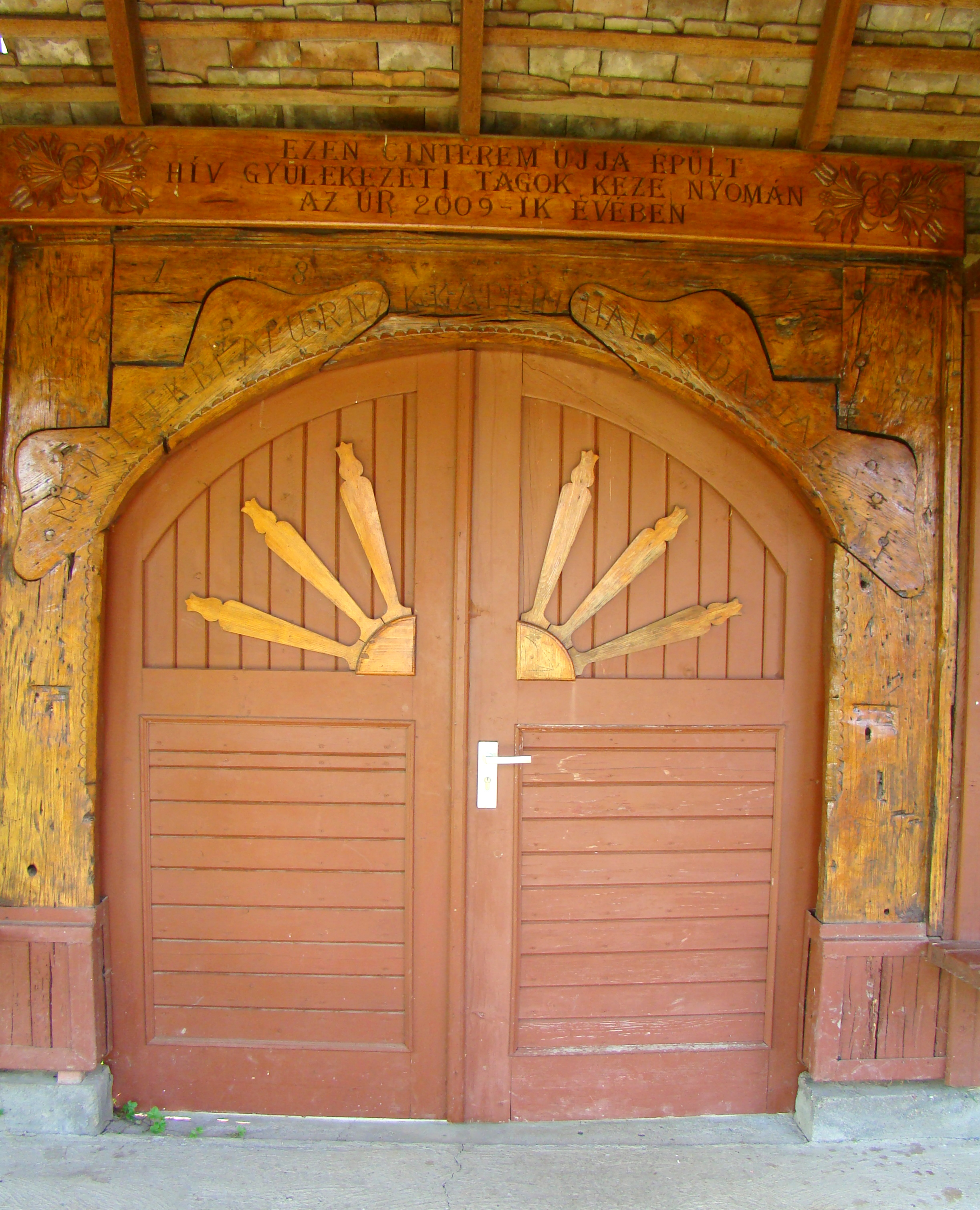
Poarta de lemn
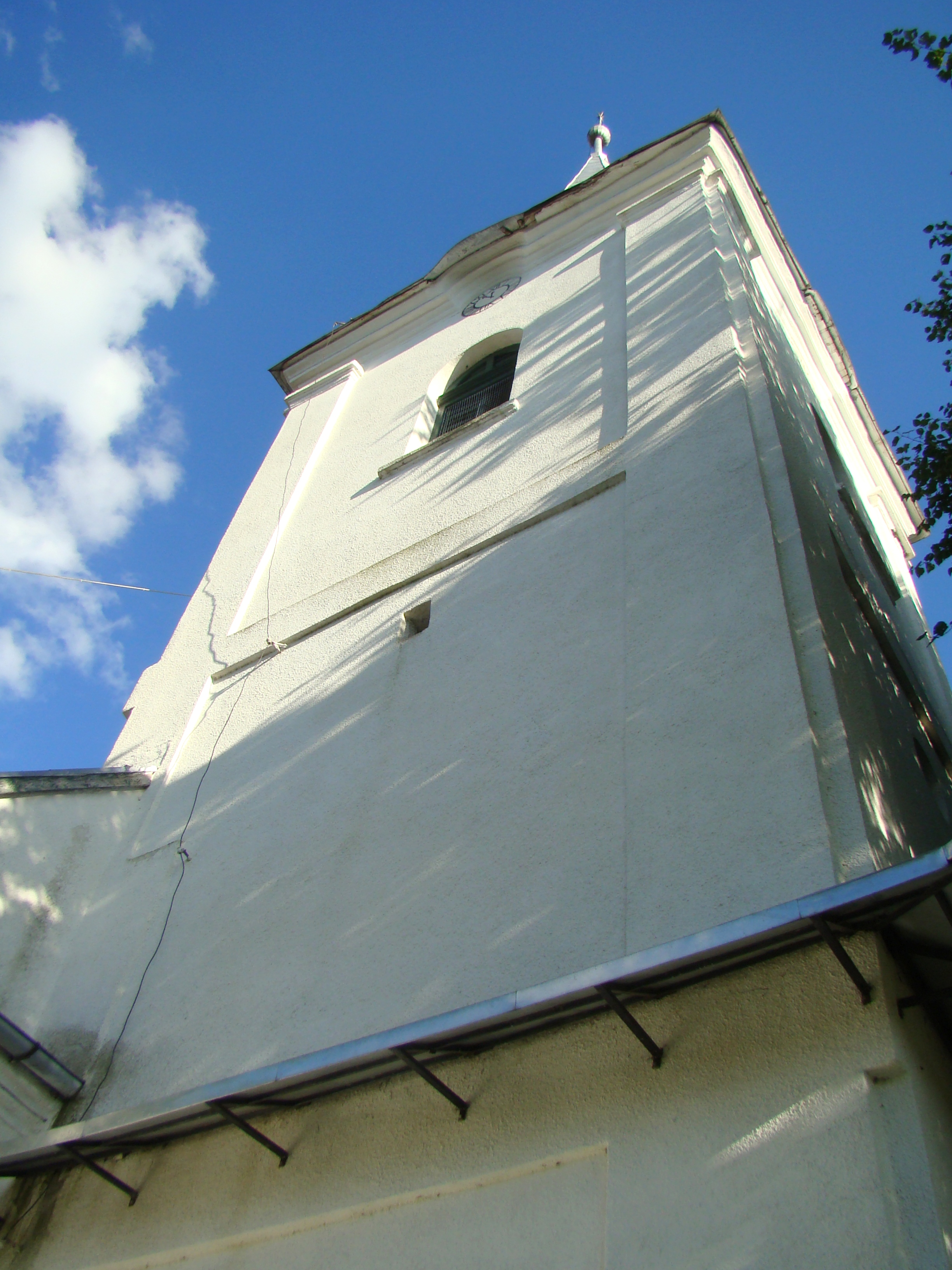
Turnul bisericii
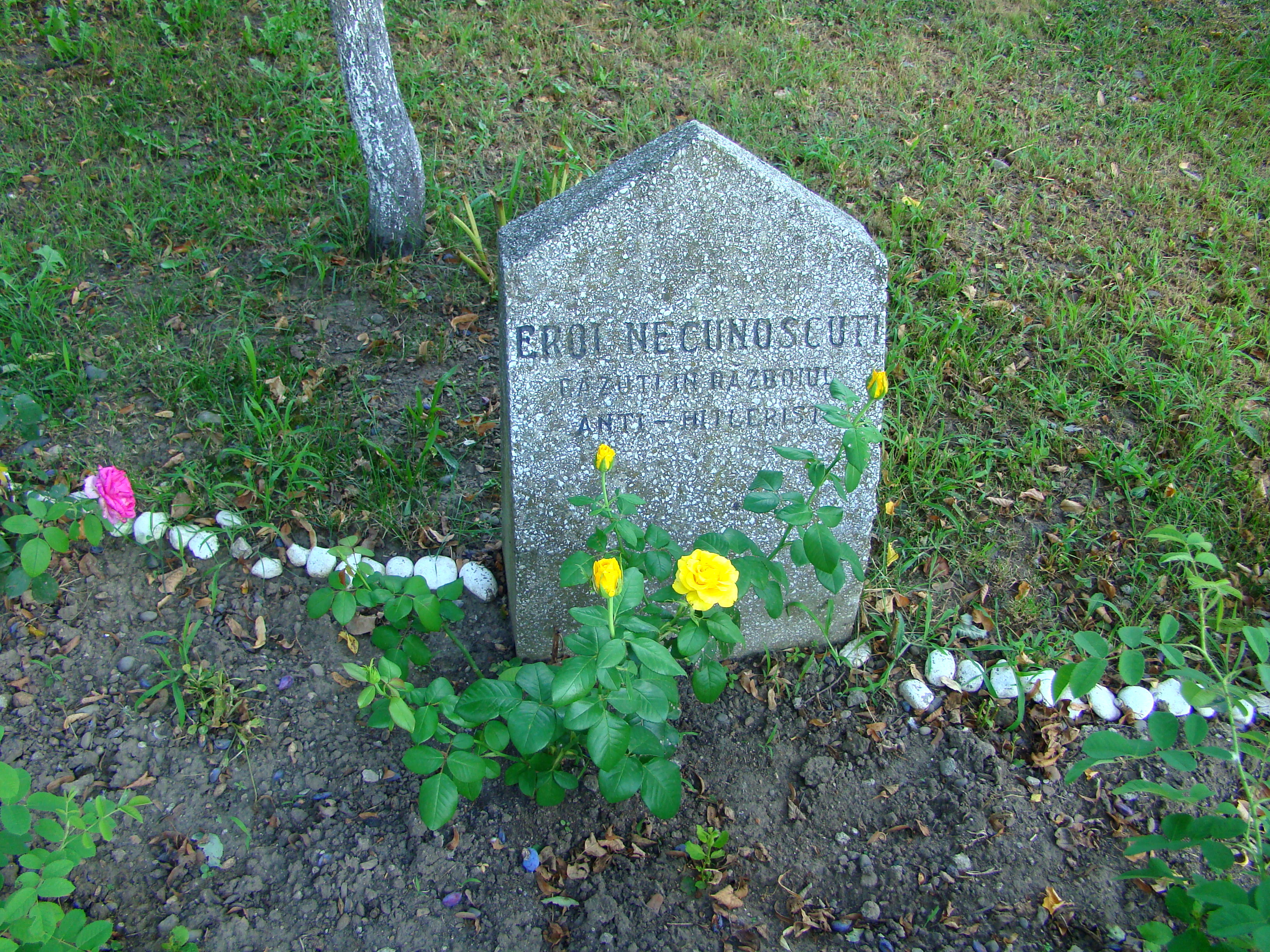
Cimitirul Eroilor Români din Al Doilea Război Mondial, amplasat în curtea bisericii reformate
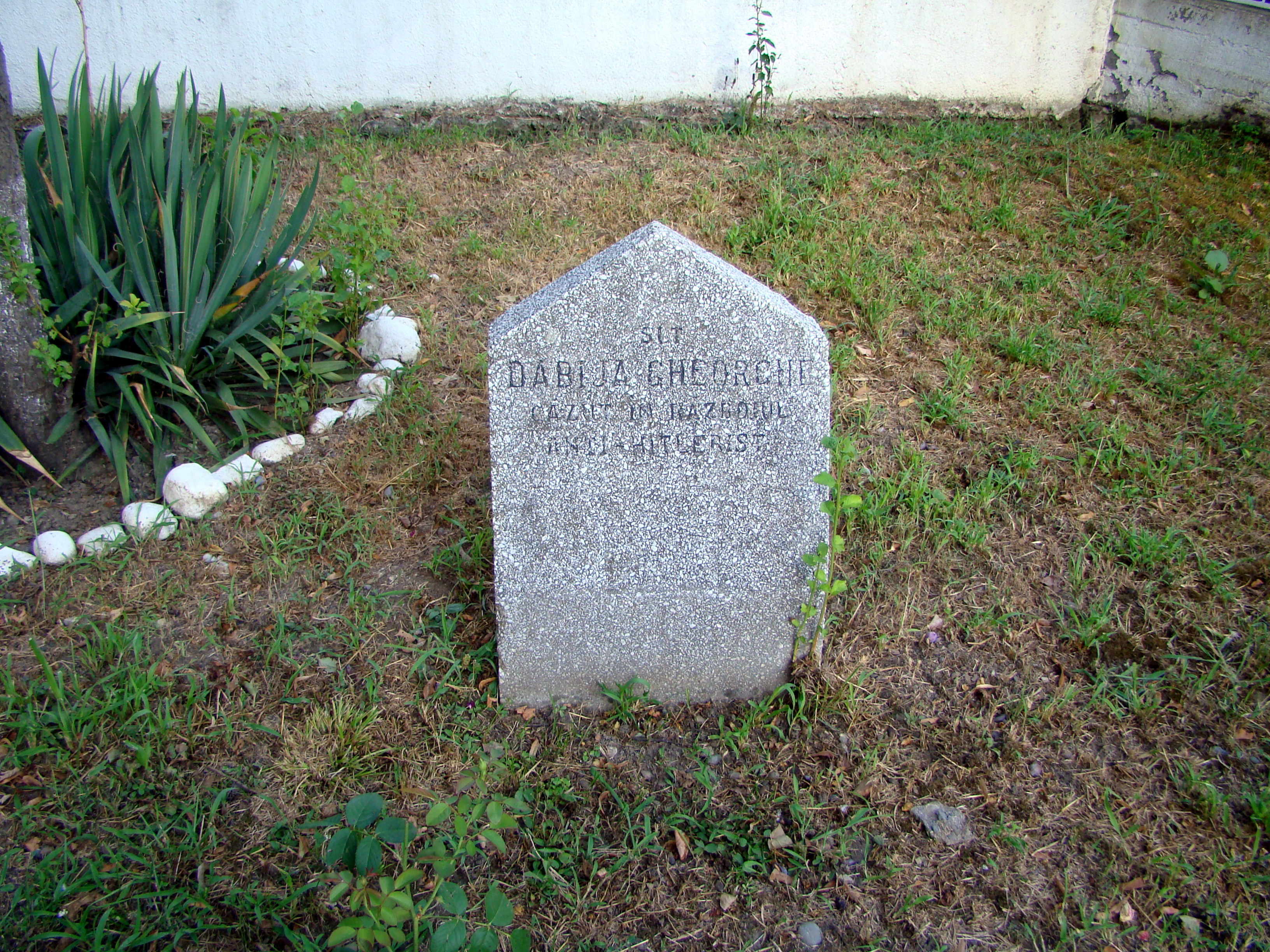
Cimitirul Eroilor Români din Al Doilea Război Mondial, amplasat în curtea bisericii reformate